# Too Close
Singles de Alex Clare
Up All Night
(2011) Treading Water
(2011)
Too Close est une chanson du chanteur britannique Alex Clare sortie le 15 avril 2011 sous le label Island Records. 2e single extrait de l'album The Lateness of the Hour (2011), la chanson est écrite par Alex Clare et Jim DuToo Close est produit par Diplo et Switch, Mike Spencer.

## Utilisation dans les médias
La chanson est utilisée en 2012 pour la promotion du logiciel Internet Explorer de Microsoft. Et utilisé pour le générique de fin du film Taken 2, ainsi que dans l'épisode 3 de la saison 4 de Vampire Diaries.

## Liste des pistes
| 1. | Too Close                   | 4:16 |
| 2. | Too Close (Nadastrom Remix) | 4:28 |
| 3. | Too Close (Music video)     | 4:18 |

## Classement par pays
| Classement (2011-2012)                           | Meilleure position |
| ------------------------------------------------ | ------------------ |
| Allemagne (Media Control AG)                     | 1                  |
| Autriche (Ö3 Austria Top 40)                     | 6                  |
| Belgique (Flandre Ultratip 100)                  | 15                 |
| Belgique (Wallonie Ultratip 50)                  | 30                 |
| Canada (Canadian Hot 100)                        | 14                 |
| Canada Alternative Rock (America's Music Charts) | 42                 |
| Tchéquie (IFPI Rádio)                            | 66                 |
| Danemark (Tracklisten)                           | 29                 |
| France (SNEP)                                    | 9                  |
| Hongrie (Rádiós Top 40)                          | 37                 |
| Irlande (IRMA)                                   | 47                 |
| Pays-Bas (Single Top 100)                        | 33                 |
| Écosse (OCC)                                     | 6                  |
| Suisse (Schweizer Hitparade)                     | 12                 |
| Royaume-Uni (UK Singles Chart)                   | 4                  |
| Royaume-Uni UK Official Streaming Chart Top 100  | 4                  |
| États-Unis Billboard Hot 100                     | 7                  |
| États-Unis Pop Songs (Billboard)                 | 18                 |
| États-Unis Rock Songs (Billboard)                | 2                  |
| États-Unis Alternative Songs (Billboard)         | 1                  |
| États-Unis Hot Dance Club Songs (Billboard)      | 31                 |
| États-Unis Adult Pop Songs (Billboard)           | 16                 |

### Certifications
| Pays       | Organisme | Certification | Vente     |
| ---------- | --------- | ------------- | --------- |
| Allemagne  | BVMI      | Platine       | 300 000   |
| Autriche   | IFPI      | Or            | 15 000    |
| Danemark   | IFPI      | Or            | 15 000    |
| États-Unis | RIAA      | 2 × Platine   | 2 000 000 |
| Suisse     | IFPI      | Or            | 15 000    |

## Historique de sortie
| Pays        | Date          | Format                 | Label          |
| ----------- | ------------- | ---------------------- | -------------- |
| Royaume-Uni | 15 avril 2011 | Téléchargement digital | Island Records |